# Tavon King
Tavon King (Gates, 13 dicembre 1997) è un cestista statunitense.